# Мюрсалли (Имишлинский район)
Мюрсалли (азерб. Mürsəlli) — селение в Имишлинском районе Азербайджана.

## География
Селение располагается на правом берегу реки Аракс, между селениями Мургузалылы и Каракашлы

## Название
В русской дореволюционной литературе можно встретить написание Мурсалы. В литературе второй половины XIX веке встречалось и два названия: «Мурсалли (Мюрсаллу)».

## История
В течение XIX—XX веков селение принадлежало Российской империи. Оно входило в состав Джеватского уезда Бакинской губернии. В источниках XIX века приводится расстояние селения от уездного города (103 ½ версты).
В 1880-х годах селения (орфография сохранена) «Али-Солтанлы», «Гюмущи», «Карагашлы», «Караларъ верхній», «Куштан-Караджаларъ», «Молла-Ваизлы», «Мурсалы» и «Поти-беклы» были частью Али-Солтанлинского сельского общества Калагаинского (Джеватского) участка (не путать с селением «Мурсали нижніе» Нижне-Караларского сельского общества того же участка), а в начале XX века эти же населённые пункты (орфография сохранена: «Алы-Солтанлы», «Гемущи», «Каракашлы», «Караларъ», «Куштанъ-караджаларъ», «Молла-Ваизлы», «Mурсалы» и «Потибеклы») — того же Али-Солтанлинского общества, но уже Муганского полицейского участка (не путать с селением «Мюрсалы» Нижне-Караларского Джеватского полицейского участка).
В августе 1930 года был образован Карадонлинский район, который позднее стал называться Имишлинским. В 1960 — 1970-х годах четыре населённых пункта (селения Мургузаллы // Мургузалылы, Каракашлы, Хошджабанлы и Мюрсалли) относились к Мургузаллинскому // Мургузалылинскому сельскому Совету (сельсовету) Имишлинского района.

## Население
По данным списков населённых мест Бакинской губернии от 1870 года, составленных по сведения камерального описания губернии с 1859 по 1864 год, здесь имелось 24 двора и 145 жителей (90 мужчин и 55 женщин), которые были «татарами»-шиитами (азербайджанцами-шиитами).
Из материалов посемейных списков на 1886 год видно, что все 250 жителей (154 мужчины и 96 женщин; 44 дыма) Мюрсалли являлись «татарами»-шиитами (азербайджанцами-шиитами), а в сословном отношении крестьянами.
По сведениям же Списка населённых мест, относящегося к Бакинской губернии и изданного Бакинским губернским статистическим комитетом в 1911 году, в селении насчитывалось 317 жителей «татарской» (азербайджанской) национальности (190 мужчин и 127 женщин; 45 дымов) и все «поселяне на казённой земле». Те же материалы сообщают, что здесь были трое лиц мужского пола «грамотных на туземном языке»
Согласно материалам издания «Административное деление АССР», подготовленного в 1933 году Управлением народно-хозяйственного учёта Азербайджанской ССР (АзНХУ), по состоянию на 1 января 1933 года в Мурсалли (Myrsəlli) было 64 хозяйства и 319 человек (168 мужчин и 151 женщина) коренного населения (то есть приписанного к данному селу). В этих же материалах указано, что весь Мургузаллинского сельсовета Карадонлинского района (Мургузаллы, Мурсалли, Каракашлы и Хошчобанлы) в национальном плане на 100 % состоял из «тюрок» (азербайджанцев).